# Lophocampa propinqua
Lophocampa propinqua là một loài bướm đêm thuộc phân họ Arctiinae, họ Erebidae.